# 广东广播电视台少儿频道

去TVS化前的TVS-5频道标识

广东广播电视台少儿频道（简称广东少儿、原简称TVS-5，内部备案名：广东广播电视台嘉佳少儿频道），是广东广播电视台拥有的一条播放少儿节目的普通话电视频道。

## 频道历史
该频道前身为广东有线电视台第6台卡通频道，是中国大陆第一家少儿电视频道，启播初期曾播出卡通頻道（Cartoon Network）的节目。2001年7月1日，原广东有线广播电视台旗下除体育频道以外的频道与广东经济电视台重整为“南方電視台”，该频道改为“南方电视台动漫频道”（TVS-6）。于2001年12月10日开播。
2002年，南方电视台动漫频道更名为南方电视台少儿频道。
2003年，该频道短暂改为“南方电视台少儿女性频道（TVS-6）”，2004年恢复。
2005年11月，原 TVS-5 南方科教频道改为广东新闻频道，南方少儿的频道编号便由 TVS-6 更改为 TVS-5。
2008年，广东南方电视台少儿频道被国家广电总局评为“全国优秀少儿频道”特等奖，是当年唯一获此殊荣的省级少儿频道。
2014年5月起，因应原南方广播影视传媒集团、广东人民广播电台、广东电视台、南方电视台、广东广播电视技术中心合并为广东广播电视台后的调整，原南方电视台少儿频道更名为“广东广播电视台少儿频道”，但原南方台 TVS-5 的台徽保持不变。
2019年12月13日，广东广播电视台少儿频道随着广东广播电视台其他未更换台标的电视频道一同更换为新“广”字图形台标，亦弃用已使用18年的TVS台标。
2020年10月，该频道开始高标清同步广播。
2021年7月，广东广播电视台整合两大频道（即嘉佳卡通和广东少儿）少儿节目及教育产业资源、和一个数字付费频道（广东现代教育频道）、任永全工作室及广东广播电视台教育中心，组建嘉佳少儿频道（部门），嘉佳少儿将完成少儿和教育垂类的聚合，更好地展现出少儿媒介的高集中度、聚合力和发动力。
2024年1月，广东广播电视台嘉佳少儿频道顺利通过“全国维护青少年权益岗 ”复核，成为获此殊荣的省级少儿卡通频道。

## 频道节目

### 自制节目
- 《幼幼总动员》（已停播）
- 《南方小记者》
- 《动物笑当家》（已停播）
- 《童星看世界》（已停播）
- 《巧虎星宝贝》（已停播）
- 《让梦飞起来》
- 《我的奇妙朋友》
- 《超好玩》（原波仔美美点点乐更名而来）
- 《小桂英语》（已停播）
- 《我是小剧人》（已停播）
- 《声动少年》
- 《超能脱口秀》
- 《研学大湾区》
- 《对决吧少年》

### 动画时段
- 波仔美美点点乐（已改名《超好玩》）
- 合家欢
- 早间卡通剧场
- 午间欢乐剧场
- 午后童乐汇
- 超级卡通剧场
- 周末动画城
- 午夜剧场
- 棉花糖时间
- 小企鹅乐园
- 少儿梦工厂

### 自制短剧
- 《放学我当家》
- 《今天星期8》
- 《月影学院》

### 大型晚会
- 《让梦飞起来》六一汇演
- 广东少儿电视艺术盛典（前身举办过18届的《南方少儿模特大赛》、2008年与奥飞制作的特摄剧《巴啦啦小魔仙》合作更名为巴啦啦漂亮宝贝，此后更名为漂亮宝贝，2021年更名为现名）
- 亚太少儿时尚周
- 《最好的未来》教师节晚会

## 主持人
- 吴豪
- 凌意
- 孙斌
- 姚阳
- 大熊（谢汶峰）
- 云朵（邵子瑞）
- 于淮（小鱼）
- 王楠
- 陈曦（CC）
- 龙虾哥哥（罗威旭）
- 桃子姐姐（李佳桐）

### 已离职
- 可心（杨可茵）
- 张静
- 潘胤希
- 林丹莉
- 樊欧
- 左羚子
- 章鱼哥哥（王梓兆）
- 珊瑚姐姐（王婵）
- 徐东辉（冬晖）（已跳槽至广东广播电视台影视频道）
- 豆丁（丁婵）（前嘉佳少儿频道大型项目部副监制，现已在长隆负责企划宣传）
- 雷君君
- 晨晨（王诗雅）
- 金鱼姐姐（梁毓艺）
- 小桂（桂鹏翔）
- 柠檬哥哥（崔兴宇）
- 草莓姐姐（叶爱琪）
- 橙子姐姐（王梦幽兰）